# Ехолокація тварин
Ехолокація тварин — використання процесу ехолокації деякими тваринами, такими, як дельфіни, землерийки, кажани, кити і деякі птахи, такі як салангани (роди Aerodramus і Collocalia) і гуахаро. Термін був введений Дональдом Гріффіном, який вперше продемонстрував цю здатність у кажанів. Ці тварини видають звуки, та слухають ехо при видбиванні звуку від перешкод. Ці сигнали використовуються ними для орієнтації, навігації та знаходження об'єктів. Часто за допомогою ехолокації ці тварини здатні полювати, або збирати їжу.
Ехолокації у тварин працює таким чином, що звук який вимовляється з рота, приймається відлунням вухами. Використовуючи такий підхід, вони визначають відстань до навколишніх предметів за допомогою затримки звуку і можуть також визначати форми і напрями амплітуди звукових хвиль, які прибувають до кожного окремого вуха.
Ехолокація, як спосіб пошуку об'єктів і можливість самим орієнтуватися в просторі, використовується різними представниками фауни. З водних ссавців (морських і річкових) найбільше розвинена у родині дельфінових, застосовується і іншими видами зубастих китів.
У тваринному світі є кілька тварин, які використовують ехолокацію для навігації і для полювання, включаючи кажанів і дельфінів.
Деякі види вухатих тюленів теж користуються ехолокацією, полюючи під водою.
Серед сухопутних, провідних підземний спосіб життя — землерийки (комахоїдні).
Кажани — практично всі види[джерело?], мають дуже розвинені органи ехолокації, хоча і відрізняються способами.
З птахів, як вже сказано гуахаро, навіть їх гнізда зазвичай у тих же печерах, де і кажани живуть.
У комах поки виявлений один представник, метелик-совка[джерело?]
Деякі схожі здатності є і у Homo sapiens. Відомо, що люди, які осліпли, або народжені сліпими, здатні до ехолокації. Вони роблять це, видаючи звуки: ротом, ногою або тростиною. За допомогою ехолокації можна визначити цілий ряд різних об'єктів за їх структурою, а також відстань до них. Людина, видаючи звуки, навчається та розвиває в собі здатність приймати відлуння від предметів і робить це із завидною точністю.
Найбільш відомою людиною, яка використовує ехолокацію для орієнтування в просторі, є Деніел Кіш, який сліпий з 13 місяців, проте розвинув у собі навичку орієнтуватися за допомогою ехо до таких масштабів, що спокійно може пересуватися гірським велосипедом. Якщо з зав'язаними очима перебувати в приміщенні, з великою часткою ймовірності можна зрозуміти, велике приміщення, чи маленьке, орієнтуючись на звучання власного голосу.